# Эдинол
Эдино́л (4-амино-2-(гидроксиметил)фенол, оксиаминобензиловый спирт, парааминосалигенин) — органическое соединение, производное салицилового спирта с формулой C7H9NO2. Использовалось в фотографии в начале XX века как чёрно-белое проявляющее вещество.
К концу XX века название «Эдинол» перешло к дженерику витамина K.

## Физические и химические свойства
Используется в виде солянокислой соли, которая выглядит как мелкие бесцветные или слегка желтоватые игольчатые кристаллы. Соль хорошо растворима, особенно в горячей воде. Растворы должны хранится в хорошо закрытых сосудах.
Обладает проявляющей способностью при температуре 7 °C, при которой гидрохинон теряет проявляющую способность. При температуре выше 20 °С проявляет очень быстро. Cкорость проявления эдинола примерно эквивалентна скорости проявления трех других быстрых проявителей (4-аминофенола, амидола и метола). Предельная концентрация проявителя, после которой перестает расти скорость проявления — 6 г/литр.

## Получение
Получают восстановлением 4-нитро-2-оксибензилового спирта.

## Применение
Использовалось в начале XX века как чёрно-белое проявляющее вещество. Может быть применено как и для проявления негативных, так и позитивных фотоматериалов (в различных разбавлениях). Эдинол давал мягкие негативы с минимальной вуалью. Бромид калия в составе проявителя мало замедляет процесс проявления, но сильно уменьшает вуаль.
Хорошая растворимость позволяла создавать сильные концентраты. Фирма Bayer производила концентрат эдинола в виде раствора, который для приготовления проявителя требовал добавления метабисульфита калия и едкого кали.